# Santa Maria de Cambrils
Santa Maria de Cambrils és una església catalogada com a monument i protegida com a bé cultural d'interès local del municipi de Cambrils (Baix Camp).

## Descripció
És un edifici en part renaixentista, barroc i neogòtic. Una nau amb capelles. Al costat de l'epístola, dues grans capelles cupulades i una altra de trams quadrats. Hi ha un campanar massís amb escala bretizoïdal interior.

## Història
El carrer de Sant Pau es coneixia el 1495 com carrer de Malcunyat, però el 1648 ja portava el nom de "carrer detras la Iglesia"; per tant, l'obra de l'església ha de posar-se entre aquestes dues dates, o sia entre principis del segle xvi i primera meitat del XVII. Ha sofert reformes el segle xviii, i fou restaurada després del 1939.